# 宮崎あや
宮崎 あや（みやざき あや、1995年6月20日 - ）は、日本の元AV女優。バンビプロモーションに所属していた。アイドルユニット「原宿☆バンビーナ」の元メンバー。

## 略歴
東京都出身。高校時代にスカウトされ、卒業後の2014年4月に『18歳の旅立ち♪ kawaii*専属AVデビュー！！ 宮崎あや』でAVデビュー。エッチの幅を広げたかったことからAV女優デビューを決めた。AV自体は彼氏の家で見たことがあったが偏見も何もなく“エッチをしてお金がいっぱいもらえる”くらいの感覚だった。美少女メーカー「kawaii*」から単体で8作品出した後、2014年11月から中出しAVメーカー「本中」専属。2015年10月よりメーカーを問わず企画単体女優として活動。

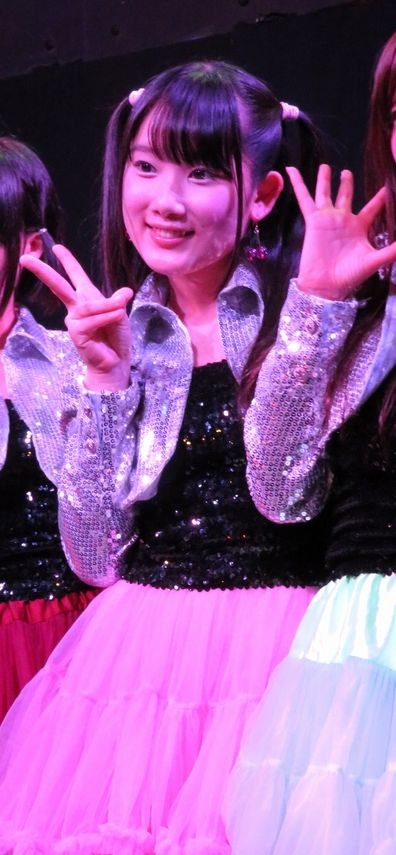
アイドル活動時の宮崎（2018年）

2016年6月、同じ事務所に所属するAV女優でアイドルユニット「原宿☆バンビーナ」を結成。同年9月1日、デビューCD『Fantasmile!/Fairy Magic』が発売。
2017年8月4日、原宿☆バンビーナとしてTOKYO IDOL FESTIVALに初出演。2018年も連続で出演
。
2018年3月、椎名そらとマリオンアパレル広報大使「ウラキモウズ」を結成。同年7月に解散。解散後もフェチフェス14に出るなどマリオンアパレルイメージガールは継続。
2018年11月11日、公式YouTubeチャンネル「宮崎あやちゃんねる」を開設し、自ら作詞・作曲してギターで弾き語るMV『職業AV女優』で、今年いっぱいでAV女優を引退する事を発表。
2018年12月20日、原宿☆バンビーナ 初ワンマンライブ『処女膜と逃げ場はもうNIGHT2018』で、原宿☆バンビーナを卒業。
2018年12月27日午前0時、引退作品の撮影が本中にて始まる。引退作品は4人の監督（真咲南朋、TOHJIRO、麒麟、タイガー小堺）によるコラボ作品。午後8時全ての撮影を終え、仲間（波多野結衣、AIKA、あべみかこ、あおいれな、佐々木あき、佳苗るか、本中智子、真咲南朋）と多くのファンの待つ引退イベント会場へ最後に撮影していたタイガー小堺と迎えにきていた大槻ひびきと一緒に向かう。イベントでは、原宿☆バンビーナのメンバー（早川瑞希、七海ゆあ、榎本美咲）がサプライズで登場し一緒に『Fantasmile!』を歌ったり、白石茉莉奈もサプライズでかけつけた。密かに夏頃から週1回の練習を続けていたという「宮崎あやバンド」（ボーカル・ギター：宮崎あや、ベース：本中智子、キーボード：真咲南朋、ドラム：野田拓真、ギター：先生（島田マサオ））を1日限りで披露し6曲（『別れの歌』、『茜色の夕日』、『深夜3時』、『職業AV女優』、『Fantasmile!』、『ありがとうって伝えたい歌』）を熱唱した。翌朝午前5時、最後は来ていたファン一人一人とハグして職業AV女優「宮崎あや」の全ての活動を終えた。
2018年12月31日、宮崎あやちゃんねるで『最後の挨拶』を公開して引退した。

## 人物
幼少期からピアノを習っていたこともあり楽譜が読める。性の目覚めはレディー・ガガである。
初体験は中学2年生の時で相手は一つ上の彼氏だった。デビューまでの経験人数は10人くらい。
専属時代は別の職業（パティシエ）との掛け持ちで仕事をしていた。勤務先にAV出演が漏れ伝わり副業禁止規定に引っかかることを指導された際に、AV女優を選び企画単体女優となる。このときプロ意識が出始め、他者のAVを見て「痴女ができるように」「得意技を身に着ける」など小さな目標を立て勉強し始めた。丸5年でこの自分の中の目標を達成したため、やり残したことはないと引退を決意。前向きな性格にしてくれたAV業界にはありがとうの気持ちしかないという。

## 作品

### アダルトビデオ
作品多数のため一部作品を記述。

#### 2014年
- 18歳の旅立ち♪ kawaii*専属AVデビュー！！ 宮崎あや（4月25日、kawaii*）※デビュー作
- あややの感度びんびん初体験 宮崎あや（5月25日、kawaii*）
- kawaii*High School学校でセックchu 宮崎あや（6月25日、kawaii*）
- あややがあわわ☆一撃大量顔射 宮崎あや（7月25日、kawaii*）
- 手錠の鍵がなくなっちゃった☆ 丸2日間パパと手錠性活 宮崎あや（8月25日、kawaii*）
- 宮崎あやのJK風俗パラダイス（9月25日、kawaii*）
- 絶対美少女 真正中出し解禁！ 宮崎あや（11月25日、本中）

#### 2015年
- オタサーの姫～誰にでも気に入られたくて誰とでも中出しセックス～ 宮崎あや（1月25日、本中）
- 無理やり犯されて 中出しされた女子校生 宮崎あや（2月25日、本中）
- チ○ポバカの女 あやわ絶対中出し～巨根ダイスキ×100な～バカマ○コです 宮崎あや（3月25日、本中）
- 初パイパン★真正中出し 宮崎あや（6月25日、本中）
- 完全ノーカットコスプレ中出しオフ会 NO避妊、NO余裕、NO休憩、NOストップ！！連続膣奥射精20発！オーノー！！！ 宮崎あや（7月25日、本中）
- 100人×中出し2015 絶対に濡れてはイケない孕ませ学校（9月1日、本中）
- イタズラなレズKISS 宮崎あや 上原亜衣（11月7日、ビビアン）
- ガサ入れ！ビッグバンローター改 女子大生AV女優の一人暮らしの自宅にアポ無し訪問！学校や友達にバラすよ？と脅しながら強引に部屋に上がりこんで調教SEXそして彼氏に内緒で潮を吹くまで、俺たち帰りまテン！ 宮崎あや（11月26日、サディスティックヴィレッジ）
- 本中5周年記念作品!!美少女中出し島2015（12月25日、本中）

#### 2016年
- 寸止め痴女デート 宮崎あや（2月5日、h.m.p）
- イキっぱなし「今まで一番イッちゃった」 あや（3月25日、メディアステーション）
- 上原亜衣引退スペシャル 逆100人×中出し 次の上原亜衣になるAV女優は誰だ！？（4月25日、本中）
- 色白の美少女は精液に狂い、今日のスタジオはとても臭い。（5月13日、バルタン）
- 先輩と私 Re:（5月13日、U&K）
- おじさん大好きベロチュウ女子校生 宮崎あや（6月13日、EROTICA）
- 〆豚小屋 女体家畜PLANT 宮崎あや（7月19日、ドグマ）
- 絶望エロス せんせいのバカ！激オコプンプン 宮崎あや（8月13日、絶望エロス/妄想族）
- ファンの言う事は絶対です！ 宮崎あや（8月13日、EROTICA）
- 可愛い顔してデカ尻！！宮崎あや（8月19日、MARRION）
- 女同士のチャH! 〜濡れちゃうレズチャット記録〜（10月1日、U&K）
- ごっくん志願！15 あやが精飲ご奉仕いたします 宮崎あや（10月18日、S.P.C）
- デカ尻トリプルレズビアン シェアハウスで暮らす3人の欲望渦巻く嫉妬に狂う愛憎劇（10月19日、MARRION）
- ヤリ部屋に連れ込まれた天使 幼気なJKは、屈辱的な仕打ちに萌えて、愛液を迸らせながら超悶絶！ 宮崎あや（11月13日、オーロラプロジェクト・アネックス）
- この娘、犯してやる…。彼女の罪、それは男を狂わせる、卑猥な肉感ボディ... 宮崎あや（11月25日、オーロラプロジェクト・アネックス）
- SODファン大感謝祭!賢者タイムなし!何発も発射できる猛者が神!射精無制限ぜつりんバスツアー 超人気女優16人 VS 一般募集素人ファンによる夢の大乱交!総勢19名一泊二日79発射!（12月22日、SODクリエイト）
- 【VR】生意気JKコンビがフェラで童貞チ○ポいじめ（12月30日、CASANOVA）※初VR作品

#### 2017年
- 帰宅まで我慢できない野外アクメ！ 媚薬が効きすぎてオナニーを抑えきれず何度もイキ漏らす発情JK 3（1月6日、ナチュラルハイ）
- 完全拘束・完全支配 強制イラマチオ 宮崎あや（1月13日、レアルワークス）
- SODファン感謝祭 裏ぜつりんバスツアー 脱落者救済 熱血SEX塾 発射できないダメち○ぽは私たちがお仕置きよ♥ (1月19日、SODクリエイト)
- 【にしくん、初SEX収録】ロリっこ痴女とえっち遊び (3月2日、SODクリエイト)
- ポッコリ腹ボテ美少女が身代わり種付けプレス 宮崎あや（3月7日、本中）
- 女子校生監禁凌辱鬼畜輪姦 ビビアン×ATTACKERS 特別コラボ編 (3月7日、ビビアン)
- 『宮崎あや』の金蹴り玉噛み遊戯（3月13日、M男パラダイス）
- 女子校生鬼イカセ 宮崎あや（4月14日、レアルワークス）
- 水泳部NTR夏合宿 DQN軍団に合宿先を乗っ取られ目の前で教え子をレ○プされ続けた…。 (7月7日、MOODYZ)
- 夢の一夫多妻時間停止中出しSPECIAL 最強の能力を手に入れた男が8人の嫁と朝から晩までハーレム子作り性活 (9月1日、本中) ※「AV OPEN 2017」企画部門 エントリー作品
- レズの本懐 ～3人のAV女優ガチ奪い愛ドキュメント～（10月25日、ビビアン）

#### 2018年
- 宮崎あや カリスマAV監督タイガー小堺の『AV女優のお悩みを一刀両断！！撮影現場におジャマして勝手にハメ撮り人生相談始めちゃいました！！』（2月9日、SODクリエイト）
- W解禁飲尿レズビアン 椎名そら 宮崎あや ～オシッコで確かめ合う愛の形～（4月1日、エムズビデオグループ）
- ヤリマンビッチ平然女学園 3 椎名そら あおいれな 宮崎あや (4月26日、ROCKET)
- 緊縛レズフィスト 宮崎あや 美咲結衣（5月19日、ドグマ）
- 最強属性22 椎名そら 宮崎あや（5月25日、プレステージ）
- 鼻フックザーメン奴隷 宮崎あや（5月27日、ミルキーキャット）
- あの娘はどこかの誰かと援○交際。（7月15日、ピーターズMAX）
- 青春ふたなり中出しレズビアン 椎名そら 宮崎あや（7月19日、MARRION）
- めっちゃ敏感レズビアンお姉さんAVデビュー 原さくら（8月1日、MOODYZ）
- 土下座して頼んでみた 学校編（10月13日、無垢）
- 串刺し拷問 宮崎あや（10月19日、ドグマ）
- 122発380mlの精子を全てまとめてごっくん 宮崎あや（11月13日、MOODYZ）

#### 2019年
- 完全拘束・完全支配 拷問ドラッグ 宮崎あや（1月19日、ドグマ）
- 飲尿・浴尿レズビアン ～相手の体液全てを味わい尽くしまみれる2人～（2月7日、ビビアン）
- 究極引退 宮崎あや 4人の監督による中出し・レズ・SM・吊るし・潮吹き・緊縛・フィスト・飲尿・食ザー・ごっくん・童貞筆下ろし24時間完全燃焼ヤリ残しナシの見納め4時間スペシャル！！（5月25日、本中）

### イメージビデオ
- 宮崎あやはオレのカノジョ。（2014年11月27日、GARDEN）
- 高橋恵美「Aが好きです」（2016年2月19日、サムバディ）※高橋恵美名義
- hairless 宮崎ゆうな（2016年3月15日、TWCC）※宮崎ゆうな名義
- 高橋恵美「やっぱりAが好きです」（2016年4月22日、サムバディ）※高橋恵美名義
- pureまん清宮あや（2016年4月23日、極彩フィルム）※清宮あや名義
- mouth horny 宮崎ゆうな（2016年6月15日、TWCC）※宮崎ゆうな名義
- pure moe mix（2016年6月25日、日本コンテンツ映像）
- AYAのHoneyTrap/宮崎あや（2018年4月20日、ハニートラップ）
- AYAのHoneyTrap VOL.2/宮崎あや（2018年9月21日、ハニートラップ）

### ミュージックビデオ
- 職業AV女優（2018年11月11日、宮崎あやちゃんねる）[13] - 作詞・作曲：宮崎あや

## 出版

### 書籍
- 副業AV女優（2019年3月27日、寺井広樹著、豆あき著、彩図社、ISBN 978-4-8013-0368-3）[55] - インタビュー集

### 雑誌
- NAKED JSロリータ 2016年2月号（2016年1月9日、メディアソフト） - 表紙
- Madonna HOUSE 2017年4月号（2017年2月16日、インフォメディア） - 表紙

## 出演

### テレビ
- 悩殺☆ガールズEX #19（2014年6月20日、エンタ!959） - Pigooオンデマンドで配信中
- 食べっ娘ちゃん。（2014年7月17日、エンタ!959） - Pigooオンデマンドで配信中
- 全裸でヨガちゃおっ！（2014年8月17日、エンタ!959） - Pigooオンデマンドで配信中
- ズブ濡れ女子の透け乳首2（2014年9月2日、エンタ!959） - Pigooオンデマンドで配信中
- バンビ娘の新春紅白歌合戦（2016年1月1日、エンタ!959）[56] - Pigooオンデマンドで配信中
- ビ〜チ9（2016年4月2日 - 4月30日、全5回、テレビ埼玉） [57][58][59]
- 今日のあまつか（全2回、エンタ!959）[60][61] - Pigooオンデマンドで配信中
  - #22（2017年2月16日）
  - #23（2017年3月16日）
- 極上オンナの淫らなFUCK Vol.36（2018年2月5日、エンタ!959） - Pigooオンデマンドで配信中
- パラダイステレビ開局20周年記念特番・リアルガチ脱衣マージャン生中継4時間SP～負けたら脱ぎ脱ぎ！全裸になったら生お仕置き！（2018年10月12日、パラダイステレビ）[62] - パラダイステレビ動画配信で配信中[63]

### インターネット番組
- ハッピーアワーシアター ～HAPPY HOUR THEATRE～（2014年4月8日、ニコニコ生放送）
- 上原亜衣・佳苗るか・紺野ひかる・浜崎真緒・AIKA・宮崎あや【AVOPEN2015】（全2回、ニコニコ生放送）[64]
  - 開催記念SP #3（2015年8月28日）
  - 本中提供(成人向け)（2015年8月28日）
- 生駒はるなのいこまにあ（全9回、ニコニコ生放送）
  - 宮崎あやちゃんとゲーム三昧（2015年9月9日）[65]
  - みんな集まれ!!バンビクイズ大会（2015年10月9日）[66][67]
  - 宮崎あや☆おやつクッキング♪（2015年11月12日）[68][69]
  - 2015年ラスト放送☆女の子だけのぷち忘年会（2015年12月19日）[70]
  - 2015年ラスト放送☆女の子だけのぷち忘年会（2015年12月19日）[71]
  - 正月らしい事をやってよぉ☆（2016年1月15日）[72][73]
  - 豪華出演★たのしい雑談会（2016年10月18日）[74]
  - あの企画が復活！？（2017年2月3日）[75][76]
  - あやの物をものにするのは誰だ！（2017年2月9日）[77][78]
- Tokyo247ちゃんねる（全2回、ニコニコ生放送）
  - 宮崎あや現場生放送（2015年10月20日）[79]
  - 宮崎あや事後生放送（2015年10月20日）[80][81]
- よゐこのカラダで調べる7〜8の事 #5（2016年10月23日、AbemaTV）[82]
- AV女優イベント生配信（全2回、DMMライブチャット.R18）
  - 宮崎あや（2017年2月16日）[83][84]
  - 宮崎あや（2017年3月15日）[85]
- 生配信（2017年4月7日、アフリカTV）[86]
- 第1回 ハレパイLIVE（2017年7月12日、DMM GAMES.R18）[87][88]
- 小西まりえ・南瀬奈・宮崎あや・他【パラダイステレビ】美少女たちの“オシガマ”見せちゃいます～限界までおしっこガマンさせられてナマお漏らししちゃいそう！（2017年10月19日、ニコニコ生放送）[89] - パラダイステレビ動画配信で配信中[90]
- 生配信（全2回、AVR.tokyo）
  - 加藤鷹・宮崎あや（2017年12月19日）[91]
  - 吉村卓・宮崎あや（2018年1月18日）[92]
- 最前列よりさらに前！近すぎる芸人 vol.6（2018年8月10日、360Channel） - 配信中
- トイズハートプレゼンツ「ハートの部屋（仮）」第42回 ゲスト：宮崎あや（2018年10月25日、ニコニコ生放送）[93][94]
- てらどらいぶpresents 吉村卓盛り上げ隊！ with 宮崎あや 生放送（2018年11月24日、ニコニコ生放送）
- 今日だけ、AV女優を辞めます。（全4回、U-NEXT） - スタジオMC - 配信中
  - 第1話（2018年12月28日）
  - 第2話（2019年1月4日）
  - 第3話（2019年1月8日）
  - 第4話（2019年1月18日）

### YouTube公式チャンネル
- 【告知】魁！真咲塾2 in新宿ロフトプラスワン【2018年3月5日19時開幕】（2018年3月3日、チャンネルマリオン）[95]
- マリアパ広報大使「ウラキモウズ」（全4回、チャンネルマリオン）
  - Vol.1（2018年3月3日）[11]
  - Vol.2（2018年4月1日）
  - Vol.3（2018年5月1日）[96]
  - Vol.4（2018年5月7日）[97]
- 【宮崎あや×ナミ】究極の1/2対決【CR究極神判】（全4回、【公式】DMMぱちタウンch）[98][99]
  - 予告編（2018年10月26日）[100]
  - 1回戦（2018年10月31日）[101]
  - 2回戦（2018年11月5日）[102]
  - 3回戦（2018年11月9日）[103]
- 『職業AV女優』特典映像（2018年12月10日、宮崎あやちゃんねる）[104] - 制作：本中、監督：タイガー小堺
- 最後の挨拶（2018年12月30日、宮崎あやちゃんねる）

## イベント

### 2014年
- ハッピーアワーシアター（2014年4月8日、ベースメントモンスター王子）[105][106]
- 宮崎あや デビューイベント（2014年4月29日、エムズ秋葉原店、ラムタラMEDIA WORLD AKIBA）[107][108][109]
- 個人撮影会（2014年8月24日、名古屋Amuseスタジオ）[110]
- 個人撮影会（2014年10月25日、PHOTO STUDIO Area66）[111][112]
- 個人撮影会（2014年12月20日）[113]

### 2015年
- 個人撮影会（2015年1月10日、しゃちほこスタジオ）[114][115]
- 上原亜衣＆宮崎あや 本中4周年記念イベント（2015年1月17日、エムズ秋葉原店、プレジャ秋葉原店）[116][117]
- 個人撮影会（2015年1月25日）[118]
- 個人撮影会（2015年3月30日）[119]
- 本中 秋葉原イベント（2015年4月7日、アリババ秋葉原店）[120][121]
- 個人撮影会（2015年4月11日、クラスA 新橋スタジオ）[122][123]
- 個人撮影会（2015年4月24日、しゃちほこスタジオ）[124]
- 個人撮影会（2015年5月6日）[125]
- 個人撮影会（2015年5月30日、しゃちほこスタジオ）[126][127]
- 個人撮影会（2015年6月6日）[128]
- 個人撮影会（2015年6月14日、PHOTO STUDIO Area66）[129][130]
- 個人撮影会（2015年7月5日、しゃちほこスタジオ）[131][132]
- 個人撮影会（2015年8月1日、PHOTO STUDIO Area66）[133][134]
- 個人撮影会（2015年8月15日）[135]
- 個人撮影会（2015年9月12日、クラスA 新橋スタジオ）[136][137]
- 本中 AVOP作品発売記念 秋葉原イベント（2015年9月19日、プレジャ秋葉原店）[138][139]
- 個人撮影会（2015年9月23日、PHOTO STUDIO Area66）[140][141]
- 個人撮影会（2015年10月4日）[142]
- 個人撮影会（2015年10月25日、名古屋Amuseスタジオ）[143]
- 個人撮影会（2015年11月1日）[144]
- Japan Adult Expo 2015 本中ブース（2015年11月17日、豊洲PIT）[145][146]
- AV OPEN 2015 授賞式（2015年11月17日、豊洲PIT）[147]
- バンビっ娘ナイト（2015年12月3日、新宿スリーモンキーズカフェ）[148][149][150][151][152][153][154][155]
- 個人撮影会（2015年12月12日）[156]
- 個人撮影会（2015年12月20日、名古屋Amuseスタジオ）[157]
- 個人撮影会（2015年12月26日、クラスA 新橋スタジオ）[158][159]

### 2016年
- 個人撮影会（2016年1月30日、クラスA 新橋スタジオ）[160]
- バレンタイン2Daysイベント 宮崎あやin愛知（2016年2月13日、東京書店一宮店、壱見屋書店柳橋本店）[161][162][163]
- バレンタイン2Daysイベント 宮崎あやin三重（2016年2月14日、東京書店桑名店、東京書店四日市店）[164][165][166]
- 高橋恵美 イメージDVD発売イベント（2016年2月21日、m'studio）[167][168][169]
- 個人撮影会（2016年3月13日、クラスA 新橋スタジオ）[170]
- 宮崎ゆうな イメージDVD発売イベント（2016年3月26日、ソフマップAKIBAアミューズメント館）[171][172]
- 高橋恵美 イメージDVD発売イベント（2016年4月17日、ソフマップAKIBAアミューズメント館）[173][174]
- 個人撮影会（2016年4月23日、クラスA 新橋スタジオ）[175]
- 上原亜衣と引退しな祭（2016年4月24日、新宿ロフトプラスワン）[176][177][178][179][180]
- 個人撮影会（2016年5月14日、クラスA 新橋スタジオ）[181]
- BALTAN 秋葉原イベント（2016年5月15日、ラムタラMEDIA WORLD AKIBA、買取販売市場ムーランアキバ）[182][183][184]
- 清宮あや イメージDVD発売イベント（2016年5月22日、プレジャ秋葉原店、MIS秋葉原店）[185][186][187][188]
- 個人撮影会（2016年6月4日、クラスA 新橋スタジオ）[189]
- 『バンビ娘の新春紅白歌合戦』DVD発売記念イベント（2016年6月12日、秋葉原Pigooスタジオ）[190][191]
- EROTICA 宮崎あや＆広瀬うみ 秋葉原イベント（2016年6月18日、ラムタラ エピカリ アキバ、エムズ秋葉原店）[192][193]
- EROTICA 宮崎あや＆広瀬うみ 愛知＆静岡イベント（2016年6月25日、あきば書店岡崎北店、遊楽聴浜松高丘店）[194][195]
- EROTICA 宮崎あや＆広瀬うみ 静岡イベント（2016年6月26日、新富士書店焼津店、駿河屋馬渕店）[196][197][198]
- 宮崎ゆうな イメージDVD発売イベント（2016年7月2日、ソフマップAKIBAアミューズメント館）[199][200][201][202]
- ナチュラルハイ あおいれな＆宮崎あや 過激OK娘イベント（2016年7月23日、ラムタラ エピカリ アキバ、ラムタラMEDIA WORLD AKIBA）[203][204][205]
- 宮野杏奈 イメージDVDイベント（2016年8月7日、ソフマップAKIBAアミューズメント館、ラムタラ エピカリ アキバ）[206][207]
- 個人撮影会（2016年8月11日、クラスA 新橋スタジオ）[208][209]
- MARRION 川崎＆蒲田イベント（2016年8月20日、フレンズ書店川崎第一京浜店、フレンズメディアタワー蒲田西口店）[210][211][212][213][214][215]
- EROTICA 高知イベント（2016年8月27日、にっぽんばし道楽海老ノ丸店、にっぽんばし道楽塩田店）[216][217][218]
- EROTICA 岡山イベント（2016年8月28日、ブックメイト老松店、ブックメイト大安寺店）[219][220][221]
- おやすみホログラム×おはようプログラム トーク＆ライブ（2016年9月19日、新宿ロフトプラスワン）[222][223]
- 個人撮影会（2016年9月25日、CLASS-A）[224]
- 白石茉莉奈 3周年＆バースデー記念イベントin王子（2016年10月15日、ベースメントモンスター王子）[225][226] - サプライズゲスト
- KMP 秋葉原イベント（2016年10月22日、ラムタラ エピカリ アキバ、アリババ秋葉原店）[227][228]
- KMP 福岡イベント（2016年10月29日、未知書房大宰府インター店、マンガ倉庫大川店）[229][230][231][232]
- Japan Adult Expo 2016 エロチカブース＆アロマ企画ブース（2016年11月10日、ディファ有明）[233][234]
- Japan Adult Expo 2016 ドグマブース＆アロマ企画ブース（2016年11月11日、ディファ有明）[235][236][237]
- 個人撮影会（2016年11月20日、クラスA 新橋スタジオ）[238]

### 2017年
- ジクー 撮影会＆オフ会（2017年1月7日、アミューズメントカジノ ジクー）[239][240][241]
- 個人撮影会（2017年1月8日、クラスA 新橋スタジオ）[242][243]
- SODファン大感謝祭！（2017年1月9日、ラムタラMEDIA WORLD AKIBA）[244][245][246][247]
- KMP 秋葉原イベント（2017年1月28日、ラムタラ エピカリ アキバ、アリババ秋葉原店）[248][249][250]
- KMP 神戸＆大阪イベント（2017年1月29日、買取まっくす三宮店、LOVE TOYS SHOP MAX）[251][252][253][254]
- プレステージ 紺野ひかる＆宮崎あや 秋葉原イベント（2017年2月27日、ラムタラMEDIA WORLD AKIBA）[255][256]
- ビビアンズの愛情たっぷり食堂オープンやねん！（2017年3月12日、Loft PlusOne West）[257][258][259] - スペシャルゲスト
- 第5回 みりおん学園祭（2017年3月26日、都内某所）[260][261][262]
- BWP02 団体対抗戦（2017年4月8日、アキバナビスペース）[263][264][265][266][267]
- 魁！真咲塾（2017年4月28日、Naked Loft）[268][269][270]
- 第1回 みりおん学園 夏季学力診断テスト（2017年7月21日、高田馬場CLUB PHASE）[271][272][273][274][275][276]
- 跡美しゅりナイト（2017年8月5日、Naked Loft）[277][278][279] - サプライズゲスト
- BAZOOKA 愛知イベント（2017年9月23日、あきば書店安城1号店）[280][281][282][283]
- 緊縛イベント（2017年10月8日、ラムタラMEDIA WORLD AKIBA、SunShop秋葉原店）[284][285][286][287]
- ジクー 撮影会＆オフ会（2017年10月20日、アミューズメントカジノ ジクー）[288][289]
- 宮崎あやちゃんのオフ会！！ファンタジーな癒し空間へようこそ！！（2017年11月4日、都内某所）[290][291][292]
- Japan Adult Expo 2017 マリオンブース（2017年11月16日、ディファ有明）[293][294][295]
- AV OPEN 2017 授賞式（2017年11月16日、ディファ有明）[296][297]

### 2018年
- レズれ！ 椎名そら＆宮崎あや 新宿イベント（2018年2月24日、ラムタラ エピカリ シンジュク、買取販売市場ムーラン新宿西口店）[298][299]
- 魁！真咲塾2（2018年3月5日、新宿ロフトプラスワン）[300][301][302]
- SOD AWARD 2018（2018年3月9日、ホテルニューオータニ）[303] - 優秀女優賞受賞
- 第6回 みりおん学園祭（2018年3月18日、都内某所）[304][305]
- DX歌舞伎町SM大会 天馬ハルスペシャルライブ 縄縛幻想DX（2018年3月24日、DX歌舞伎町）[306]
- ナチュラルハイ 過激OK娘イベント（2018年4月7日、MIS秋葉原店、ラムタラ エピカリ アキバ）[307][308]
- 「私達の名前分かりますか？」街頭で100人達成するまで帰れません（2018年4月19日、渋谷、秋葉原）[309][310][96]
- 六本木クラブイベント（2018年4月25日、VILLATOKYO）[311][312]
- 立ち飲み！SOD女子社員 プレオープン（2018年5月2日、立ち飲み！SOD女子社員）[313][314][315]
- Tシャツラブサミット#30（2018年5月3日、科学技術館１F催事場）[316]
- ウラキモウズナイト（2018年5月6日、新宿レフカダ）[317][318]
- DMM.R18アダルトアワード2018 マリオンアパレルブース （2018年5月19日、ディファ有明）[319][320]
- 最強属性 サイン会イベント（2018年5月28日、買取販売市場ムーランアキバ）[321][322]
- 1日店長イベント（2018年6月9日、立ち飲み！SOD女子社員）[323][324]
- ラムタラ×ムーラン4女優Anniversaryイベントin横浜（2018年7月14日、買取販売市場ムーラン横浜西口店、ラムタラ横浜駅前店）[325][326][327]
- 【MARRION】"宮崎あや"と"真咲南朋"の親子遠足♪～牛タン編～【仙台】（2018年7月22日、パラダイスBOX仙台店）[328][329]
- 女性AV監督真咲南朋生誕祭!! 朝まで生でダラダラひたすら作品について話すナイト!!（2018年7月28日、Naked Loft）[330][331][332] - サプライズゲスト
- チキチキカマー主催★チキリバ★ ゲスト宮崎あやちゃん（2018年7月29日、都内某所）[333][334]
- 個人撮影会（2018年8月4日、PHOTO STUDIO Area66）[335][336]
- コスホリック23（2018年8月11日、東京流通センター 第一展示場）[337][338]
- BAZOOKA 秋葉原イベント（2018年8月25日、アリババ秋葉原店、ラムタラ秋葉原店）[339][340]
- アイエナジー 秋葉原イベント（2018年9月1日、買取販売市場ムーランアキバ、ラムタラMEDIA WORLD AKIBA）[341][342]
- 第5回キカタン女優交流会イベント 宮崎あや2.0戦略会議 ～掟は破るためにこそあるかも☆～（2018年9月2日、都内某所）[343][344]
- 1日店長（2018年9月8日、Girl's Bar Vivi）[345][346]
- フェチフェス14（2018年9月16日、綿商会館）[347][348][349][350][351]
- 最強属性二周年記念イベント 夜の部（2018年9月23日、Naked Loft）[352][353]
- 『AYAのHoney Trap VOL.2』DVD発売記念イベント（2018年10月13日、ソフマップAKIBA1号店）[354][355]
- ドグマ PRESENTS『串刺し拷問 宮崎あや』発売記念・公開緊縛調教サイン会イベント（2018年10月28日、SunShop秋葉原店）[356][357][358]
- 個人撮影会（2018年11月11日、PHOTO STUDIO Area66）[359][360]
- てらどらいぶpresents 吉村卓を盛り上げ隊！ with 宮崎あや（2018年11月24日、ヨコハマスリーエス）[361][362][363][364]
- 宮崎あや・早川瑞希オフ会（2018年11月25日、nakano f）[365][366][367]
- 宮崎あやのほんのりビターなホームパーティオフ会（2018年12月2日、都内某所）[368][369][370]
- 奥深い激似AVの世界（2018年12月2日、阿佐ヶ谷ロフトA）[371][372][373]
- 個人撮影会（2018年12月9日、PHOTO STUDIO Area66）[374][375]
- 宮崎あや引退記念ありがとうオフ会（2018年12月22日、都内某所）[376]
  - 【1部】あやちゃんと楽しくクルージング[377]
  - 【2部】あやちゃんと盛り上がるカラオケ大会[378]
- AV女優宮崎あや引退イベント 宮崎あやの引退を止めるな！！！全ての人にありがとう祭！！！（2018年12月27日、新宿ロフトプラスワン）[379][380][381]

## コラボ商品

### マリオンアパレル
- URAKIMOUZ Zipper（2018年3月27日）[382][383] - 販売終了
- URAKIMOUZ Tee / 5color（2018年5月3日）[384][385] - 販売終了
- Aya Miyazaki Logo Tee / 2color（2018年5月3日）[386][387][388] - 販売終了
- (ROM付き限定販売品) Aya Miyazaki×Takamitomotoshi Tee（2018年9月16日）[389][390][391]
- Aya Miyazaki×Takamitomotoshi Tee（2018年9月16日）[392][393] - ヴィレッジヴァンガード通販もあり[394][395]
- Aya Miyazaki×Takamitomotoshi Hoodie（2018年10月15日）[396]

## インタビュー
- 宮崎あや ナマ搾りインタビュー100％H果汁（2016年4月19日 - 4月20日、全2回、アサ芸風俗）[3][4]
- ＜人気AV女優の素顔と私生活＞「イッたのはAVが初めて」という宮崎あやクンにイキやすい条件を聞いてみた（2016年8月2日、東スポ 裏通りWEB）[51]
- 宮崎あやロングインタビュー（2017年1月3日 - 1月24日、全4回、FANZAニュース）[397][398][399][400]
- 【オトナのオモチャ相談室】宮崎あや（2018年11月14日 - 11月20日、全4回、トイズマガジン）[401][402][403][404]
- 2018年末で引退 宮崎あやインタビュー（2018年12月10日 - 12月11日、全2回、デラべっぴんR）[405][406]